# Маркграфство Цайц
Маркграфство Цайц (на немски: Markgrafschaft Zeitz, Mark Zeitz) е средновековно маркграфство на Свещената Римска империя, създадено от Саксонската източна марка, от 965 до 981 г.

## История
След смъртта на маркграф Геро I Железния († 20 май 965) Саксонската източна марка, наричана също Марка Геро (Marca Geronis), ‎е разделена на пет по-малки марки. Създават се Северната марка, Марка Лужица, Марка Майсен, Марка Мерзебург и Марка Цайц.
Столица е Цайц. Първият маркграф е Вигер (965 – 981), вероятно вторият син на граф Зигфрид от Мерзебург и племенник на маркграф Геро I.
През 982 г., Цайц се обединява с Маркграфство Майсен.

## Маркграфове на Цайц
- 965 – 981: Вигер I († 981), маркграф на Цайц
- 981 – 982: Гунтер († 13 юли 982), маркграф на Мерзебург и Майсен (965 – 976 и 979 – 982), маркграф на Цайц (981 – 982)
- 982 – 985: Рикдаг II († 985 или 986) от род Витини, маркграф на Майсен (979 – 985), маркграф на Цайц и Мерзебург (982 – 985)
- Обединено с Маркграфство Майсен.